# Bishop Wilton
Bishop Wilton är en ort och civil parish i Storbritannien.   Den ligger i kommunen East Riding of Yorkshire och riksdelen England, i den centrala delen av landet, 280 km norr om huvudstaden London. Bishop Wilton ligger 70 meter över havet och antalet invånare är 554.
Terrängen runt Bishop Wilton är platt söderut, men norrut är den kuperad. Runt Bishop Wilton är det ganska tätbefolkat, med 139 invånare per kvadratkilometer. Närmaste större samhälle är York, 19,7 km väster om Bishop Wilton. Trakten runt Bishop Wilton består till största delen av jordbruksmark.